# タラッソクヌス
タラッソクヌス (Thalassocnus ) は中新世から鮮新世にかけて南アメリカ大陸太平洋岸に生息していた半水生の地上性オオナマケモノの絶滅属。本属のみでタラッソクヌス亜科 (Thalassocninae) を形成する単型である。属している5種（T. antiquus、T. natans、T. littoralis、T. carolomartini、T. yuacensis ）は時間種 (Chronospecies) の典型であり、同じ一つの系統の中で徐々に海洋生活に適応してきたグループである。水生のオオナマケモノとしては知られている限り唯一のものであり、ペルーの Pisco累層、チリの Bahía Inglesa累層、Coquimbo累層、Horcón累層から発見されている。タラッソクヌス亜科 (Thalassocninae) はメガテリウム科 (Megatheriidae) の亜科とされたこともノスロテリウム科 (Nothrotheriidae) の亜科とされたこともある。
タラッソクヌスはその400万年に渡る進化の中で様々な海洋への適応を発達させた：浮力に対抗するための密度が大きく重い骨、完全に水没した状態でも呼吸しやすいように頭部奥へ移動した内鼻孔、水生植物を食べやすいように長さも幅も広がった口先、水底での採餌がしやすいように下方へ曲がっていった頭部などである。長い尾は現生のビーバー (Castor spp.) やカモノハシ (Ornithorhynchus anatinus) と同様に潜水やバランスをとるために用いられたのではないかと考えられている。
タラッソクヌスは海底を歩きその爪で食べ物を掘り起こしていたのだと推測されている。おそらくは力強く遊泳することは出来ず、必要な場合には犬かきに頼っていた。初期のタラッソクヌスはなんでも食べるグレイザー（粗食非選択食者）で海岸近くの海藻や海草を食べていたようだが、後の種は沖合で海草を食べる専門食型となった。彼らはおそらくサメやAcrophyseterのような大型捕食性マッコウクジラ類に襲われていたのだろうと考えられている。タラッソクヌスはサメや海生哺乳類化石が大量に集積している地層から発見されている。

## 分類

### 模式標本
タラッソクヌスは後期中新世から鮮新世の終わり（SALMA classification において Late Huayquerian から Early Uquian）に生息していた地上性オオナマケモノで、5種全てがペルーのPisco累層の異なる層準で見つかっている。T. antiquus は7-8百万年前の単層であるAguada de Lomas 層準から発見され、T. natans（模式種）はMontemar 層準から発見されたおよそ6百万年前（6Ma："Ma"は"百万年前"の意）に生息していた種で、T. littoralis はSud-Sacaco 層準から発見された約 5Ma に生息していた種、T. carolomartini はSacaco 層準産の 3-4Ma の種であり、Yuaca 層準産のT. yaucensis は3-1.5 Ma に生息していた。標本はチリの Bahía Inglesa累層、Coquimbo累層、Horcón 累層からも見つかっている。チリの地層から発見された標本では全3種 (T. carolomartini、T. natans、T. antiquus) が確実に同定された一方で、T. yaucensis についてはいたかどうかがはっきりしない。
1995年、部分的な骨格 (標本番号：MUSM 433) を基に、タラッソクヌス属は模式種であるT. natans と同時に古生物学者 Christian de Muizon と H. Gregory McDonald によって正式に記載された。T. littoralis はほぼ完全な頭蓋骨（MUSM SAS 1615）を基に2002年に記載され、T. carolomartini は頭蓋骨（SMNK PAL 3814）と両手（SMNK PAL 3814）から、同じく2002年に記載された。T. carolomartini のこれらの2標本は同一個体の可能性がある。T. antiquus は2003年に標本MUSM 228（この標本は頭蓋骨・下顎・それ以外のほとんどの体骨格からなるが、体骨格の保存状態はかなり悪い）を基に記載された。T. yuacensis は、右頬骨が欠けている以外はほぼ完全な頭蓋骨や右角突起が無い下顎、その他の体骨格からなる標本MUSM 37を基に2004年に記載されている。

### 名称
"carolomartini" という種小名は Sacaco 農場の前の所有者で Pisco累層から模式標本を含む数点の骨を発見した Carlos Martin に献ぜられており、"yaucensis" という種小名はこの種が発見された場所近くのYauca村にちなんで名付けられた。

### 系統発生
1968年、分類学者の Robert Hoffstetter は未記載のオオナマケモノ化石を、その距骨と大腿骨の類似性からメガテリウム科に分類し、おそらくはプラノプス亜科（ Planopsinae：現在では使われていない）であるとした。種の記載がなされた1995年にノスロテリウム亜科 (Nothrotheriinae) に移動させられた。2004年になってノスロテリウム亜科はノスロテリウム科 (Nothrotheriidae) に昇格され、このオオナマケモノは新しい亜科であるタラッソクヌス亜科に入れられた。2017年になってこのオオナマケモノはメガテリウム科に戻された。タラッソクヌス亜科はおそらく 16Ma の中新世Friasianにメガテリウム亜科から分岐した。しかし2018年の分析ではタラッソクヌス亜科はノスロテリウム科に留められている。ここで問題となっている2科は恐らく姉妹群であること、どちらに属するとしてもタラッソクヌス亜科の位置は基盤的であることなどから、どちらの科に含めるのが正しいのかを判断するのは難しくなっている。
この属の5種は1本の系統を形成する（時間種）とされているが、T. antiquus は T. natans の祖先ではない可能性もある
。

## 記載

ヒトとの大きさ比較。 T. yuacensis（赤）、T. littoralis（黄）、T. natans（青）

タラッソクヌスは唯一の水生異節類（ナマケモノ・アリクイ・アルマジロを含むグループ）であるが、ベネズエラの中新統産のオオナマケモノ類Eionaletherium は沿岸域での生活に適応していた可能性がある。タラッソクヌスは時代が下るにつれその大きさを増していった。T. natans は最も完全な骨格が残されており、鼻先から尻尾まで2.55 m と計測されている。大腿骨と体長との比率からT. littoralis 標本（おそらくメス）の体は2.1 m で T. yuacensis 標本は3.3 m であったとされている。
より新しい種の分厚く中身の詰まった骨 (pachyosteosclerosis) は、この動物が現生のマナティーなどと同様に、浮力を打ち消して海底に沈んでいくのを助けた。T. antiquus の骨密度は地上生ナマケモノと同等だったが、後の種では骨は非常に緻密になり、四肢骨において骨髄が入る髄腔がほとんど消滅していた。そのうえ、四肢は全骨格の中でも最も重量に寄与していた。これは、かつての原鯨類が四肢を小型化していく際にもみられたことである。この変化は約400万年という比較的短い期間で起こった。現生の有毛目（ナマケモノとアリクイ）も他のほとんどの哺乳類よりも密度の高い骨をもっているので、彼らは密度の高い骨を持つこととそれを急速に発達させる要因を持っていたのかもしれない（外適応）。
タラッソクヌスは、T. littoralis 化石間の個体間変異やT. carolomartini の2つの頭蓋骨の間の差から、性的二形を示していた可能性がある。それらの頭蓋骨には、全体的な大きさ・歯の細さ・口先を形成する前上顎骨の長さ、などに差異が見られる。前上顎骨におけるサイズの違いは、ゾウアザラシ (Mirounga spp.) のような現生哺乳類のオスが持つ発達した上唇や吻を想起させる。

### 頭蓋骨

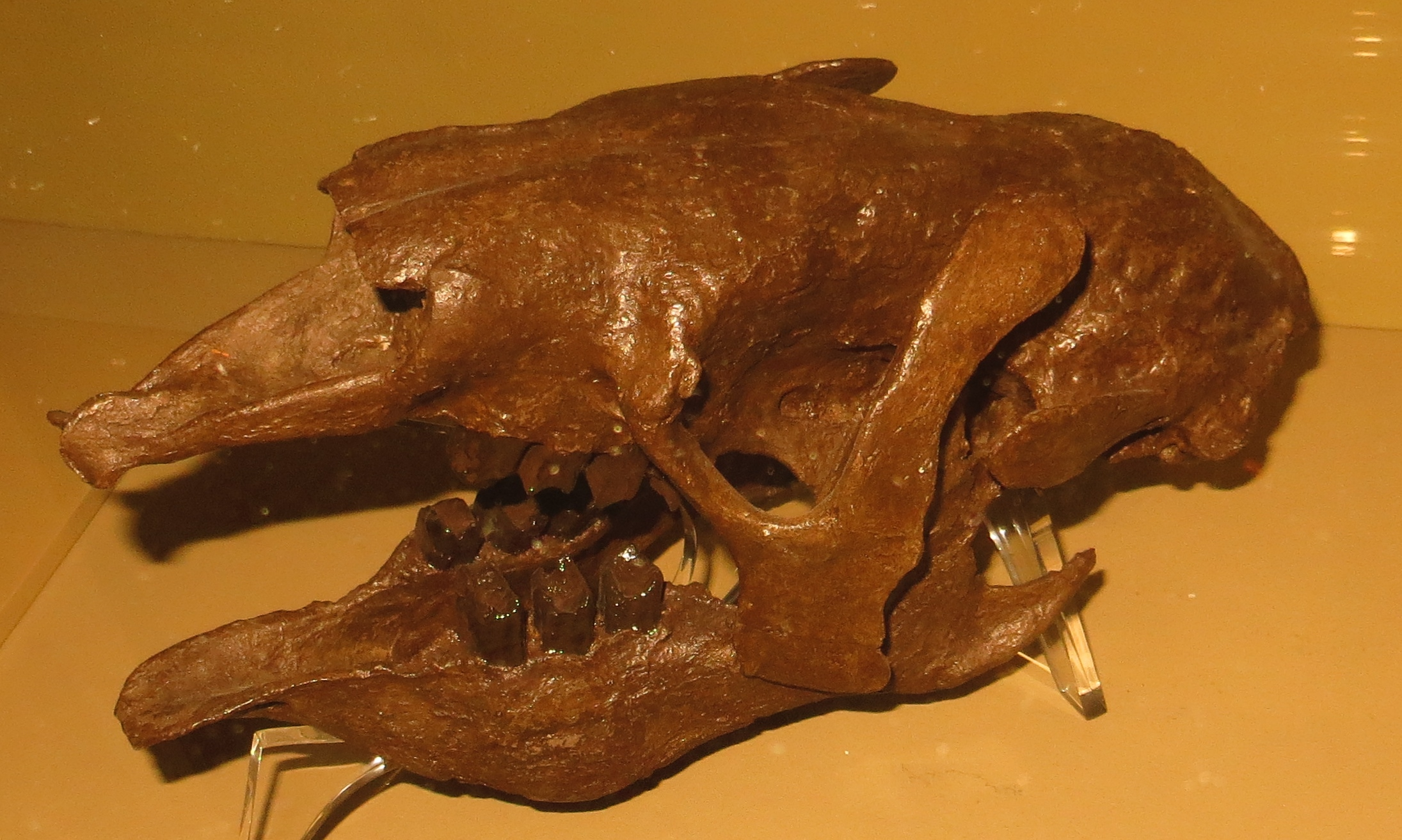
タラッソクヌス頭蓋骨のキャスト模型　ドイツ・バーデン＝ヴュルテンベルク州・カールスルーエ州立自然史博物館

タラッソクヌス属の後の時代の種では大型化した前上顎骨をもち、そのため口先が長くなっていた。下顎は徐々に長くなり、よりスプーン状の形状に変化していったが、おそらくこれは反芻動物の広がった下顎切歯の機能と同様の機能を持っている。後の時代の種は強力な口唇を持っていたことが血管が通る眼窩下孔が大きいことから示唆され、現在の昼行性グレイザーのようにおそらく唇部に角質板を持っていた。他のグレイザーと同じく口先は四角くなっており、ブラウザー（良質選択食者）では三角形になっているのと対照的である。鼻孔はアザラシ類と同様に口先先端部から口先の上部へ移動している。後期の種では水中での採餌に適応するために、気道を食道とわける口腔内の軟口蓋がさらに発達し、鼻腔と咽頭の境となる内鼻孔は頭部のさらに内側に位置していた。これは口の大きさを増加させることにもなった。しかし、このような適応は咀嚼の効率化に関連づけられてある種の陸生哺乳類でも発達している。頭蓋骨上の咬筋がおそらく咬合の際の主な筋肉であった。後期の種では海草をしっかり噛み取るためにより強力な咬合力をもっていた。後期の種での外側翼突筋は大型化し、咀嚼の際に剪断運動よりも破砕運動に適応した。最後に現れた種T. carolomartini と T. yaucensis にはバクやゾウアザラシのような短く伸びた吻部を持っていた証拠とみられるものがある。
タラッソクヌスは歯冠が高くエナメル質が歯茎まで達する長冠歯の歯列を持っていた。タラッソクヌスは犬歯を失っており、片側に上顎4つ下顎3つの臼歯がある。他のナマケモノ類と同じく硬象牙質（durodentine：骨のようになった象牙質）で覆われた内側に柔らかい脈管象牙質（vasodentine：血流が通るようになった象牙質の形態）があった。歯は断面が丸くなった角柱状であり、後期の種では咀嚼の際にしっかりと咬み合う。初期の種では噛む度に歯が鋭くなる咬合様式だった。初期の種の歯は長方形で地上性オオナマケモノ Megatherium americanum と似た構造の歯を持っていた一方、後期の種ではより大型で正方形に近い。初期の種から後期の種へかけて、食物の剪断から破砕へ機能を変化させていったことが歯列から見て取れる。

### 脊椎

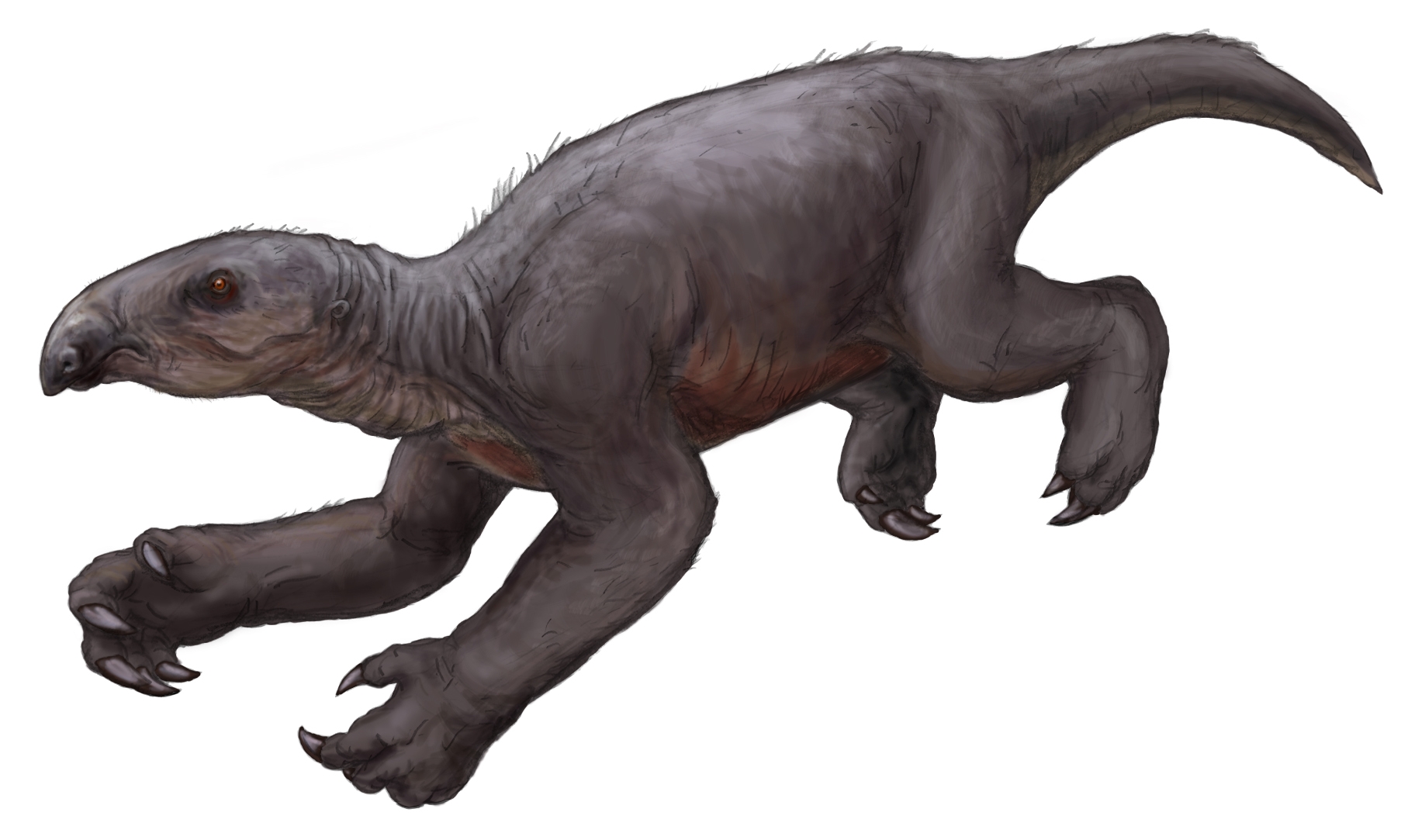
T. natans の推定される遊泳姿勢の復元図（毛皮なし）

タラッソクヌスの頸椎は7個：胸椎は17個（他のメガテリウム科ナマケモノは18個）：腰椎は3個（これは他の地上性オオナマケモノと同じ）：尾椎は24個（他の地上性オオナマケモノでは20個未満）となっている。脊椎の椎体は次第に長径が短くなり脊柱をよりしっかりしたものにしているが、おそらくこれは効率的に掘削を行うための適応である。
脊椎の上側に飛び出ている棘突起が他の地上性オオナマケモノでは頸椎と胸椎でほぼ同じ高さなのに対して、後期の種では頸椎よりも胸椎で著しく高くなっている。頸椎の小ささは頸部の筋肉が弱かったことを示しているが、これは水生の動物は頭部を重力に拮抗して高く保持する必要が無いからであり、休息中は首を下に向けていたであろう。しかし、首の可動を制御する環椎後頭関節は他の地上性オオナマケモノよりも強力になっており、頭部を適切な位置に保持したまま底生採餌を行うための適応だと考えられている。また、クジラ類と同様に頭部を脊柱とまっすぐ一直線にすることができた。
第1胸椎の棘突起はほぼ垂直だが（他のオオナマケモノと違って）それ以降の脊椎では尾部に向かって傾いている：その傾きは後期の種で増加しており、T. natans では傾きが30°であるのに対し T. littoralis と T. carolomartini では傾きは70°になっている。傾きは第9胸椎で弱まり始める。この棘突起の傾きは、強力な遊泳に必要であったはずの背筋があまり発達していない原因となった可能性がある。
尾椎の構造は強力な筋肉組織の存在を示し、ビーバー(Castor spp.) やカモノハシ (Ornithorhynchus anatinus) に似ている（ビーバーやカモノハシは遊泳中、その尾を推進力としてよりバランスをとったり潜水のために使う）。他の地上性オオナマケモノよりも比率として大きい尾長は、浮力に対して下向きの揚力を発生させるようにその長い尾を使う現生のウ (Phalacrocorax spp.) と似た潜水用への適応である可能性がある。

### 四肢
肩胛骨・肘・手首にある大きな溝や窪みが指し示すように、後期のタラッソクヌスは強力な前肢の筋肉を持っていた。それらの特徴と比較的短い前肢はおそらく掘削への適応である。タラッソクヌスは5本の鉤爪を持っていた。
骨盤の腸骨稜の縮小や後期の種での脚部幅の減少は、それらが体重の保持に寄与する度合いが減った（より浮力に依拠するようになった）ことを示し、この動物はおそらく休息時には半身を水に沈めて座り込むようにしていただろう。脚もより柔軟性を増し、後期の種では大腿骨が最大限に上げると胴体に平行な水平位置にまで上げることができた。大腿骨と膝蓋骨は T. yuacensis では T. natans より小さくなっている。移動時（特に両脚で立ち上がる二足歩行時）に大きな応力がその後肢にかかる他の地上性オオナマケモノとは異なり、タラッソクヌスの後肢の骨は細い。二足歩行は地上性オオナマケモノにおいて脛骨短縮の原因にもなっているが、それに対してタラッソクヌスの脛骨長と大腿骨長はほぼ同じ長さである。
初期の種では他の地上性オオナマケモノと同じように体重を足底部の外側で支えていた(pedolateral)が、後期の種では海底に沿って歩いたり水を掻きやすいように足裏が地面につくよう（蹠行性）になっている。後期の種では趾骨が縮小している。第3趾は普段から曲がった状態であり、おそらく海底で掘削する際に自分自身をそこに繋ぎ止めるアイゼンのような役割をはたしていた。他のオオナマケモノ類とおなじく、第5趾は痕跡器官となり機能性を失っている。

## 古生物学

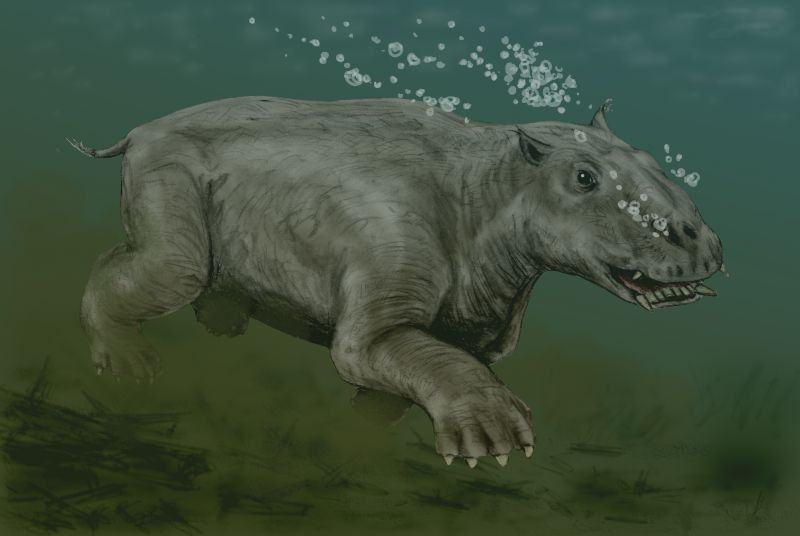
タラッソクヌスは束柱類（上図はパレオパラドキシア）のように海底を歩いていたと考えられている。

タラッソクヌスは沿岸域に生息する草食動物で、陸上の砂漠化と地上性食物の喪失によって水生になったと見られている。初期の種は何でも食べるグレイザー（粗食非選択食者）だったようで、海草や海藻を求めて砂地の海岸線で餌探ししていたことが、歯の表面に残る砂を噛んだときの傷跡によって推測されており、おそらく採餌の際の水深は1 m もなかった。T. antiquus はおそらく採餌のために水に潜ることはせず、そのかわりに海岸に流れ着いた植物を食べていた。反対に、後期の種（T. carolomartini と T. yaucensis）では歯にそのような傷跡は見られず、マナティーなどのようにもっと深い水中で採餌していたのだろう。初期の種は食物を噛み潰すのに顎の上下動で咀嚼していたが、後期の種では顎の前後動によって咀嚼していた。
後期の種は海牛目（マナティーとジュゴン）や絶滅した束柱目のように完全に海底で採餌を行うようになり、海草の底生採餌専門食となった。彼らはおそらく Pisco累層から産出するアマモ科植物、より具体的には現在はオーストラリアだけに生存している Zostera tasmanica を食べていたのだろう。後期のタラッソクヌスは水中を泳ぐのではなく、主に海底を歩いていたと考えられている。彼らは強力な遊泳のための適応を何も備えておらず、地上性哺乳類のように犬かきで泳いでいたと思われる。後期の種はおそらく鉤爪を使って海草を根から（ビーバーやカモノハシのように）掘り起こしていた一方で、強力な口唇を使って海草を（海牛類のように）引き千切ってもいた。彼らの食事には水底に埋まった食物も含まれていたのだろう。

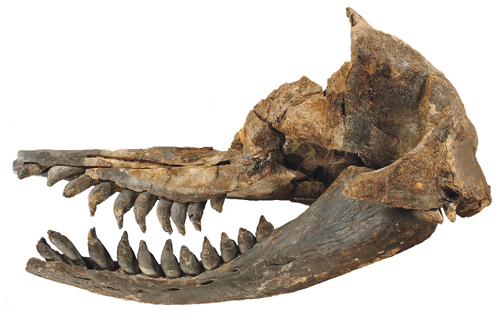
タラッソクヌスは Acrophyseter（上図） などに捕食されていたと考えられている。

タラッソクヌスはその鉤爪を、土を掘り崩す・植生を切断する・食物を掴む・海底に自分の体を固定する・などに用いていた。また、波が強いときに岩場で足元を掴むのにも用いられたと考えられ、骨折痕と治療痕が残る脛骨と腓骨は、その個体が嵐の際に岩に叩きつけられたか何かしたことを指し示している。この個体はおそらくその鉤爪を使って海岸で体を引きずるように歩いていたのだろう。
タラッソクヌスは海草を食物とする点で海牛目のジュゴン類と競争関係にあったが、後者はその地域ではどうやら希少だったらしい。彼らは他の Bahía Inglesa累層産海生哺乳類と同様に、有害藻類ブルームによって死亡することがあった可能性がある。彼らは大型捕食性マッコウクジラ類の Acrophyseter に捕食されたり、サメの攻撃に晒された個体がケガをしたらしい。

## 古生態学
タラッソクヌス化石はペルーとチリの中期中新世以来砂漠だった場所で発見されている。ペルーの Pisco 累層は海生脊椎動物の広範囲な群集によって知られている。何種類かのクジラ類が知られており、最も普通に見られるのは中型のケトテリウム科のヒゲクジラである：ほかに発見されているクジラ類は、ナガスクジラ科のヒゲクジラ Balaenoptera siberi 、アカボウクジラ科の Messapicetus gregarius 、ラプラタカワイルカ科の Brachydelphis mazeasi 、数種のマイルカ科のイルカ、牙を持つイルカの Odobenocetops 、大型捕食性マッコウクジラ類の Acrophyseter と Livyatan などである。脊椎動物ではその他に、アザラシ科の Acrophoca と Hadrokirus 、 Pacifichelys urbinaiなどのウミガメ類、ワニ類の Piscogavialis 、ウ、ミズナギドリ、カツオドリ (Sula spp.)などが知られる。この累層には大きな軟骨魚類群集があり、メジロザメ科やシュモクザメ科などメジロザメ目に属するものを主とし、それよりは少ないがネズミザメ科、オオワニザメ科、オトドゥス科などネズミザメ目のものもいる。Cosmopolitodus hastalis やメガロドン (Carcharocles megalodon) に属するとされる多くのサメの歯が見つかっている。他の軟骨魚類にはトビエイ、ノコギリエイ、カスザメなどがいる。発見される硬骨魚のほとんどはマグロ族やニベ科に代表される。Livyatan とメガロドンはおそらく頂点捕食者であった。
チリにおいて、Caldera 盆地の Bahía Inglesa累層は多数のサメ類の産出で知られており、Cosmopolitodus hastalis やホホジロザメ (Carcharodon carcharias) などが特に良く知られる。他にはヨシキリザメ (Prionace glauca) ・オオワニザメ (Odontaspis ferox) ・Pristiophorus 属のノコギリザメ・カスザメ属・ネコザメ目の数種 (Heterodontus spp.)・トビエイ属・ゾウキンザメ類 (Callorhinchus spp.) が含まれる。クジラドリ属鳥類 (Pachyptila) が発見されている。数種の海生哺乳類も産出し、ナガスクジラ類・Acrophoca・マッコウクジラ科の Scaldicetus・Odobenocetops などがいる。
トンゴイ湾の Coquimbo累層とValparaíso 盆地のHorcón 累層もまた多様なサメ類群集を示し、メガロドン・ホホジロザメ・ Carcharodon plicatilis・アオザメ (Isurus oxyrinchus)・Pristiophorus 属のノコギリザメ・メジロザメ属・イコクエイラクブカ (Galeorhinus galeus)・クロヘリメジロザメ (Carcharhinus brachyurus)・カグラザメ (Hexanchus griseus) が含まれる。
これらの3つの地層の全てから、ケープペンギン属 (Spheniscus spp.)など数種のペンギンが知られている。

### 絶滅
タラッソクヌスは寒冷化とそれに続く中央アメリカ海峡の閉塞により南アメリカ太平洋岸の海草がほとんど死滅したことにより鮮新世の終わりに絶滅した。海草食の専門家として、タラッソクヌスの後期の種は現生のジュゴンのように海底で採餌するために負の浮力を進化させた。この採餌様式はカバや絶滅した束柱目のように海底を歩いたり掘り返したりといった行動様式を含んでいただろう。負の浮力を得るためには緻密な骨や薄い皮下脂肪層が求められるが、これは寒冷な水中での体温調節を（特に異節類の代謝率がもともと低いという観点から見れば）困難なものにした。こうして、タラッソクヌスは食いつないでいけるだけの海草が残っていたとしても、環境の変化に対する十分な適応が出来なかった。